# Tinfea
La Tinfea (in latino e greco antico Tymphaia) era un'antica regione greca sita nell'antico Epiro e abitata dai Tinfei. L'area venne incorporata nel  regno di Macedonia nel 350 a.C. come parte della Macedonia superiore. Il personaggio più famoso della regione fu Poliperconte, un reggente di Macedonia.